# Commanderij Bernissem

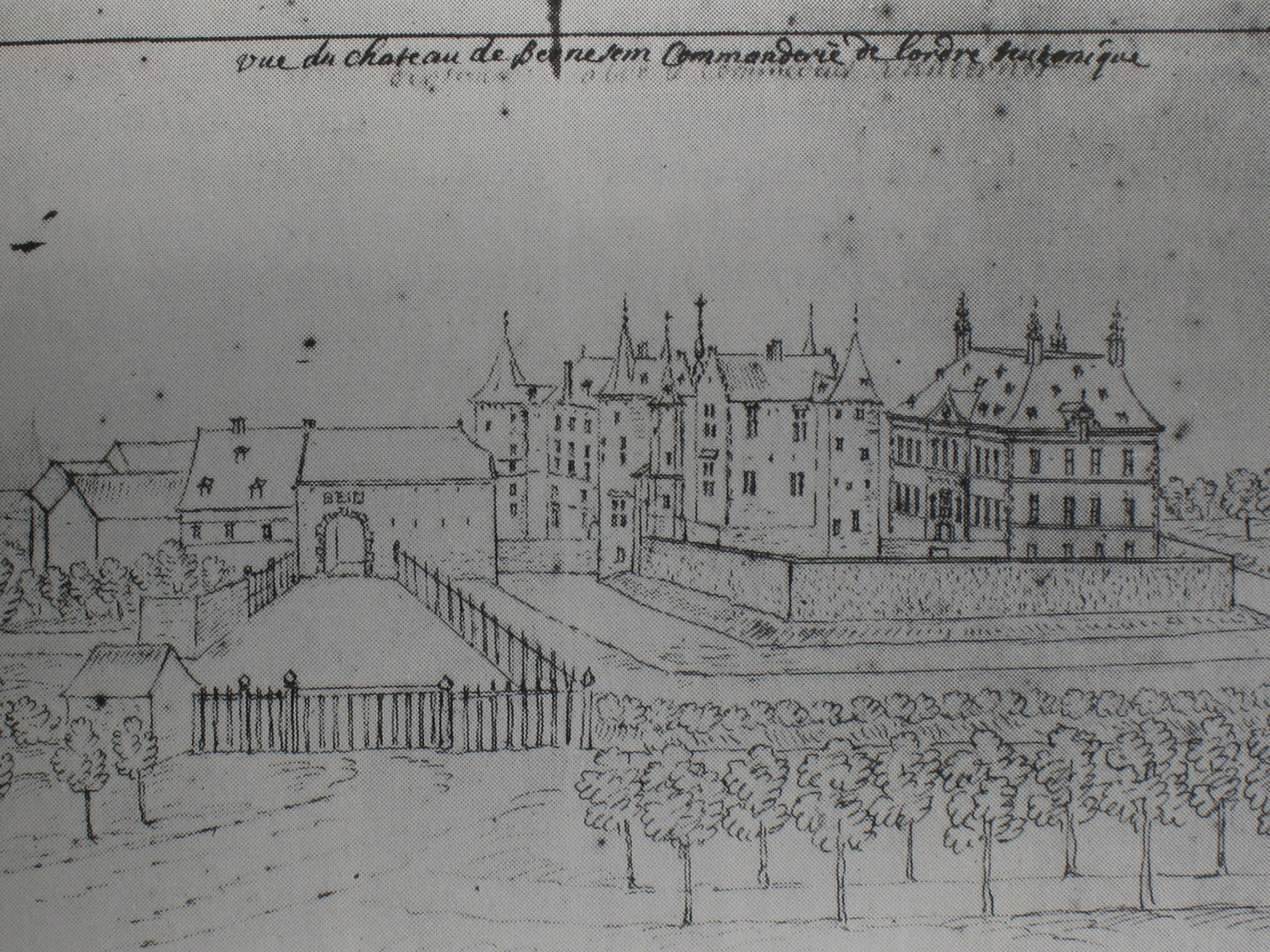
Commanderij Bernissem, tekening Remacle Leloup)

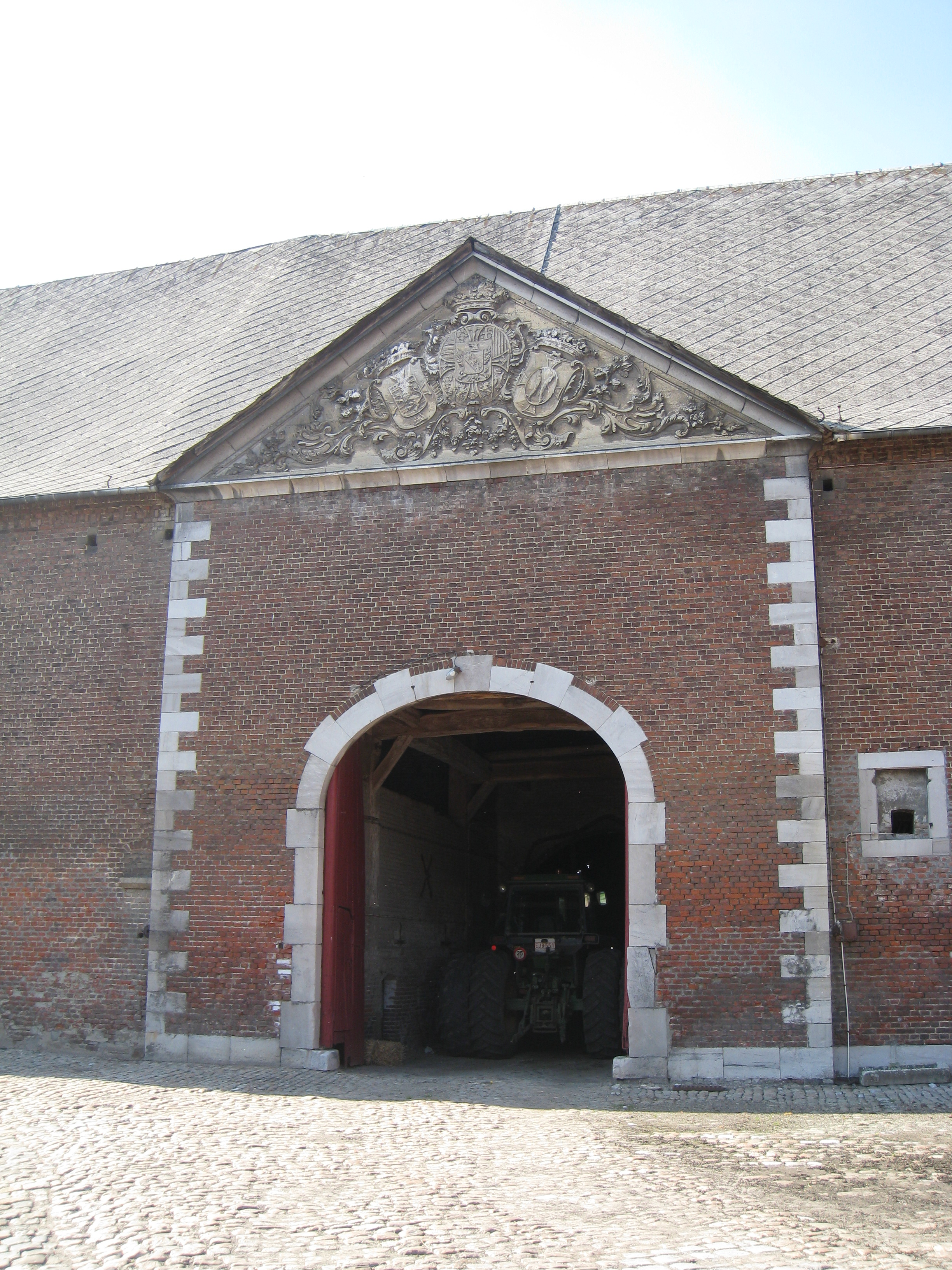
Wapenschilden Duitse Orde in fronton boven schuurpoort (in 2011)

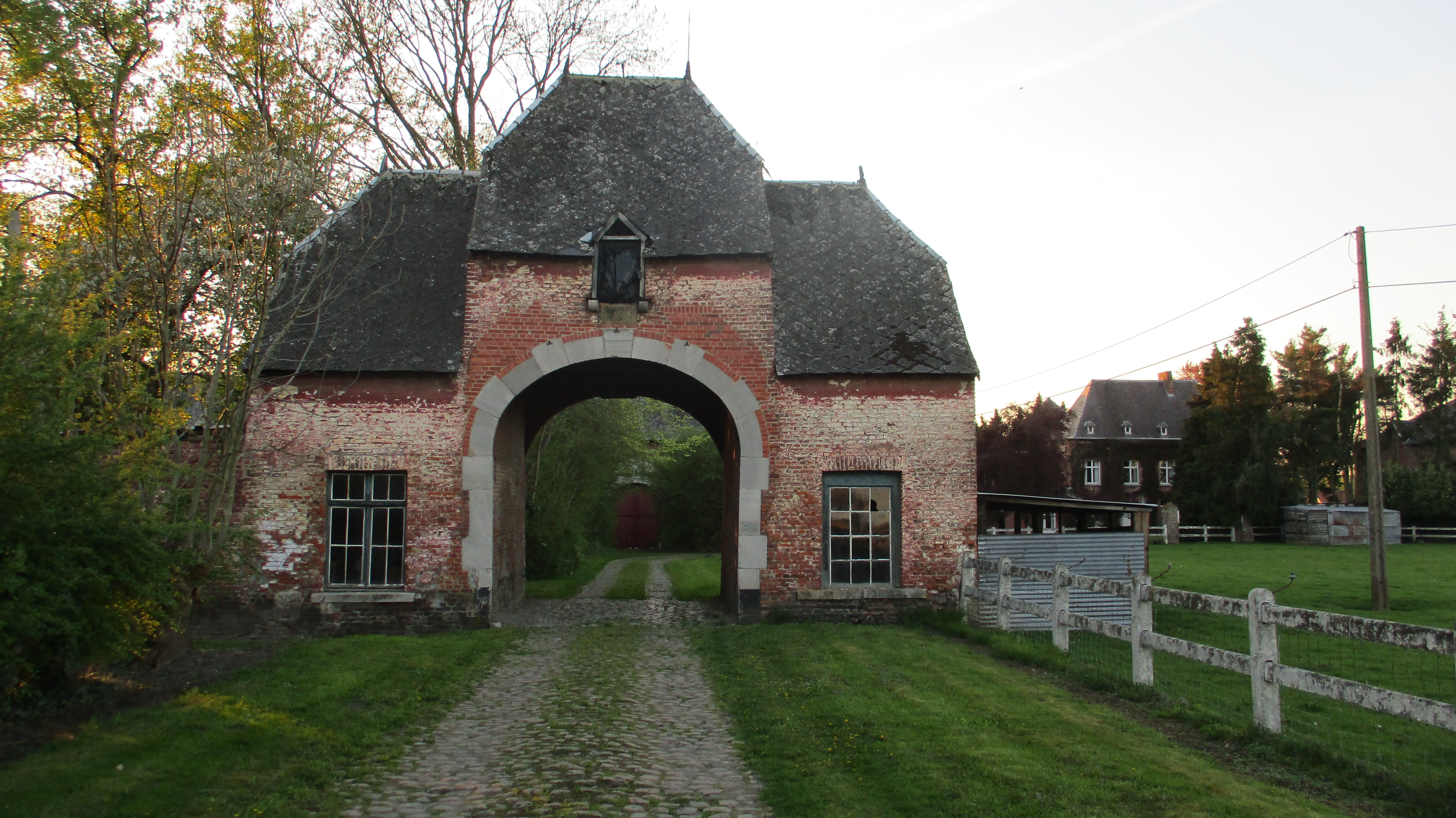
Poortgebouw

De Commanderij van Bernissem (of Bernshem, Bernsheim) bij Sint-Truiden gelegen aan de Kommanderijstraat was een commanderij van de Duitse Orde in de balije Biesen, onderhorig aan de landcommanderij van Alden Biesen.

## Situering
In 1237 ontving de Duitse Orde een stuk land in Sint-Truiden waarop reeds het huis en de kapel van Bernissem gebouwd was. In 1259 trokken de ridders van Bernissem zich om veiligheidsredenen terug binnen de muren van de stad Sint-Truiden en bouwden er een nieuw klooster. In 1274 keerden zij er terug.

Deze commanderij is ondertussen omgevormd tot landbouwuitbating omringd door landerijen. Buiten de kern van het poortgebouw met pachterswoning bleef van het gebouwencomplex niets bewaard aangezien de commanderij in de 18e eeuw verbouwd werd in classicistische stijl. Daarbij verdwenen de kapel en het verblijf der ordebroeders met zijn zes torens en het paviljoen der commandeur uit 1660. Eveneens sneuvelden de vroegere stallen en de schuur van het neerhof. De nog resterende gebouwen bestaan uit een semi-gesloten hoeve, een wachthuis en een kapel die tot woning omgevormd werd.

Er bestaat een tekening van de hand van Remacle Leloup van de oorspronkelijke commanderij met het volgende bijschrift: Vue du château de Bernesem, Commanderie de l'ordre Teutonique (zie afbeelding)
De vroegere commanderij is ondertussen een geklasseerd monument.

## Lijst van decommandeursvan Bernissem
| Jaar        | Naam                                                                          | Opmerkingen |
| ----------- | ----------------------------------------------------------------------------- | --- |
| (138?)      | Henrick van Havert                                                            | (1363) Gemert |
| (1371)      | Gerard van Audenhoven                                                         | (1366) Gemert |
| (1414)–1434 | Diederik van Betgenhusen                                                      | (1408)-(1414) co- Gemert; 1434- Landcommandeur van Alden Biesen |
| -1481       | Gerard van Sombreffe                                                          | 1481- Landcommandeur Alden Biesen |
| in 1484     | Gert von Uden                                                                 | |
| 1565, 1574  | Nicolaas van Amstenraedt                                                      | |
| 1578        | Hendrik van Ruischenberg tot Setterich                                        | Provisor; 1551- Ramersdorf; 1564- Sint-Aegidius; 1572- Landcommandeur Alden Biesen 1574 Stichter en Commandeur Jungen Biesen ; Provisor Gruitrode |
| 1585        | Frambach Bock von Lichtenberg                                                 | |
| 1591        | Robrecht van Malsem                                                           | |
| 1603-1605/6 | Edmond Huyn van Amstenrade                                                    | 1598- Gruitrode; 1605- Stadhouder Alden Biesen; 1606- Landcommandeur Alden Biesen; 1611 Stichter Ordingen |
| 1652        | Diederik Stefan van Reuschenberg tot Selikum                                  | |
| 1683–1684   | Hendrik van Wassenaar Warmond                                                 | 1667- Gruitrode; 1684- Gemert; 1690- Landcommandeur Alden Biesen |
| –1793       | Frans Hendrik van en tot Hoensbroek                                           | |
| 1770– ~1792 | Frans Hendrik Johan Nepomuk Amor Markgraaf van en tot Hoensbroeck (1727-1793) | in 1768 Sint-Pieters-Voeren 1751–1793 Aschaffenburg 1761–1789 Administrator van Mergentheim pre 1772 Oerdingen 1772 Generaal-veldmaarschalk-luitenant voor aartsbisschop Emmerich Joseph von Breidbach zu Bürresheim van het Keurvorstendom Mainz pre 1792 Kolonel-luitenant in het K.‑K. leger (Hongaars Dragonderregiment "Fürst von Liechtenstein") pre 1792 Kamerheer Keurvorstendom Mainz pre 1792 Kolonel van de ruiterwacht van de keurvorst van Mainz |